# RFactor 2

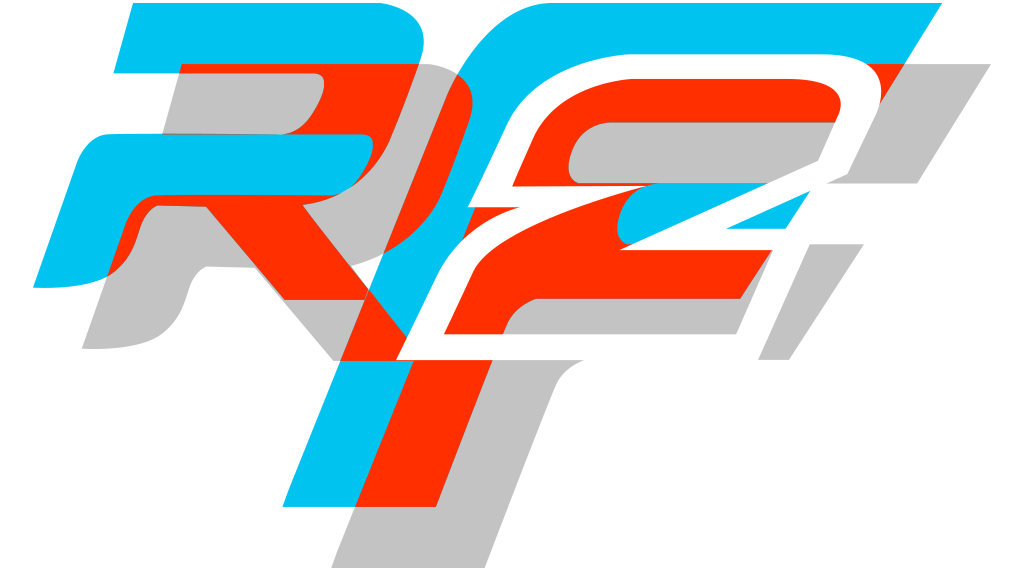
Imagem do jogo eletrônico rFactor2.

rFactor 2 é um simulador de corridas virtuais (também designadas de sim racing) desenvolvido pela Image Space Incorporated (ISI). O anúncio de seu desenvolvimento foi feito em março de 2009. Sua grande vantagem com relação à primeira versão é a opção de variação de tempo, que possibilita ao jogador correr em condições diversas, como a de chuva e não apenas em pista seca como na versão anterior.